# Martim Longo
Martim Longo, também conhecida por Martinlongo é uma povoação portuguesa sede da Freguesia de Martim Longo do Município de Alcoutim, freguesia com 134,1 km² de área e 928 habitantes (censo de 2021), tendo, por isso, uma densidade populacional de 6,9 hab./km², o que lhe permite ser classificada como uma Área de Baixa Densidade (portaria 1467-A/2001)..
Martinlongo denota ocupação humana desde remotos períodos, apresentando mesmo alguns vestígios arqueológicos romanos, tendo tido o seu apogeu posteriormente no século XVI, quando era a localidade mais importante do concelho de Alcoutim, com uma forte indústria têxtil.
A pacata freguesia orgulha-se da sua igreja matriz do século XVI, das ermidas do Espírito Santo, de São Sebastião ou da de Santa Justa, e também nos núcleos museológicos em Santa Justa e na Barrada, dedicados à etnologia desta interessante região, plena de tradição e costumes que importam preservar. 
Um dos maiores bens patrimoniais de Martinlongo é o seu rico artesanato, nomeadamente as Mantas de Lã e as muito famosas Bonecas de Juta, ou miniaturas em cortiça. 

## Economia
A freguesia é célebre pela produção de vários produtos alimentares, como um tipo de pão cozido em forno de lenha, o pão de Martim Longo, contando com três unidades industriais. Também tem a única unidade de barras de cereais de Portugal, a Alsnacks Energybar, empresa pioneira em produção natural que fabrica marca própria e marcas privadas, sendo ainda pioneira no fabrico de barras com fibras solúveis Konjac no mundo. Tem ainda o maior parque fotovoltaico, um dos maiores da Europa, (são dois parques solares com uma capacidade instalada de 220 megawatts), continuando à frente na União Europeia.

## Demografia
A população registada nos censos foi:
| Ano  | 0-14 Anos | 15-24 Anos | 25-64 Anos | > 65 Anos |
| 2001 | 148       | 138        | 627        | 471       |
| 2011 | 102       | 68         | 445        | 415       |
| 2021 | 69        | 78         | 369        | 412       |

## Património
- Cerro do Castelo de Santa Justa ou Povoado calcolítico do Cerro do Castelo
- Igreja de Martim Longo
- Tolo da Eira dos Palheiros
- Tolo do Cerro do Malhanito

## Equipamentos
- Escola Professor Joaquim Moreira